# Borodaiivka, Verhnodniprovsk
Borodaiivka (în ucraineană Бородаївка) este localitatea de reședință a comunei Borodaiivka din raionul Verhnodniprovsk, regiunea Dnipropetrovsk, Ucraina.

## Demografie
Componența lingvistică a localității Borodaiivka
     Ucraineană (94,24%)
     Rusă (5,44%)
     Alte limbi (0,32%)
Conform recensământului din 2001, majoritatea populației localității Borodaiivka era vorbitoare de ucraineană (94,24%), existând în minoritate și vorbitori de rusă (5,44%).